# Adventures of Sonic the Hedgehog

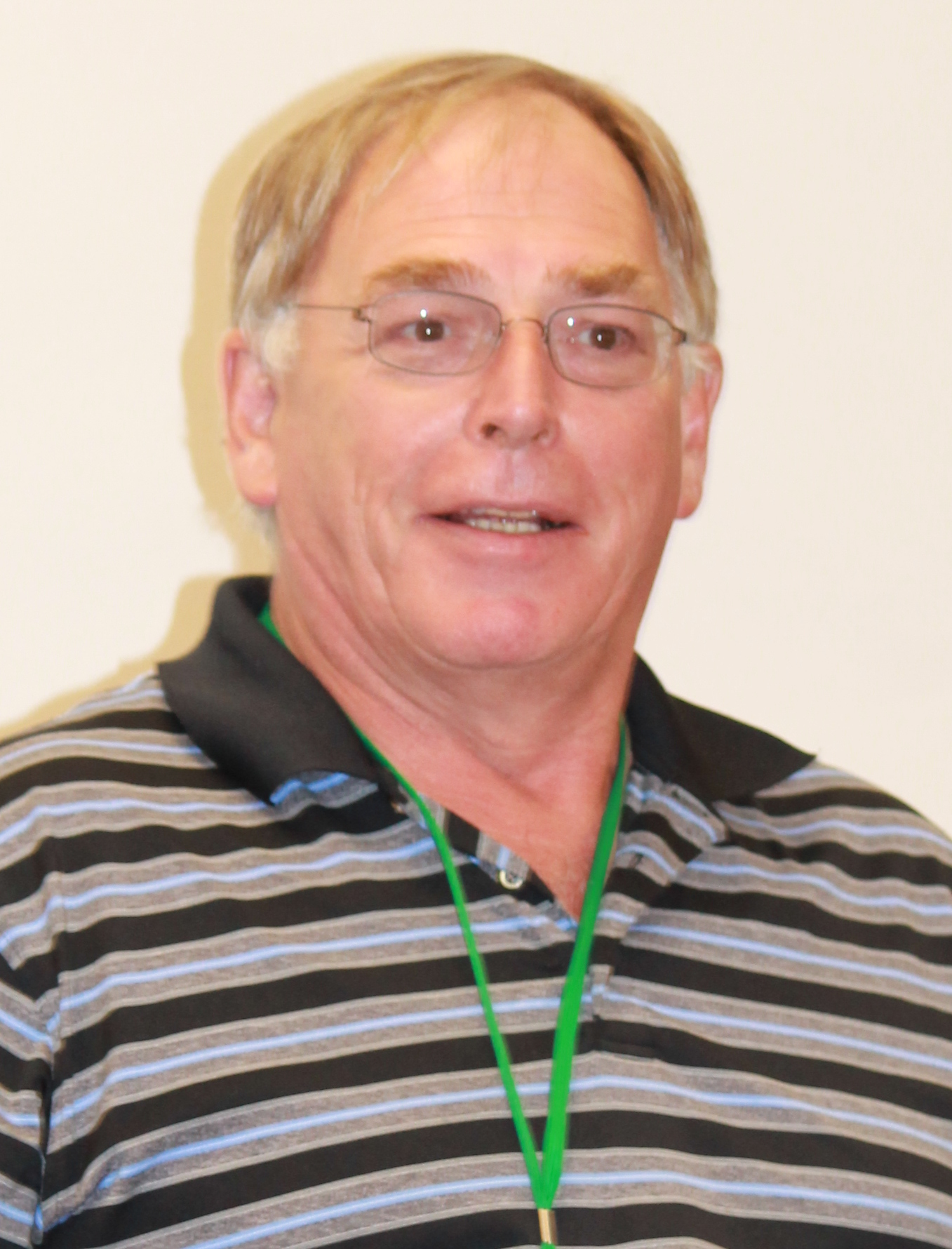
Garry Chlak voz original en EUA de Grounder/Chatarrón

Adventures of Sonic the Hedgehog (titulado Las aventuras de Sonic el erizo en España y Las aventuras de Sonic en Hispanoamérica) es una serie de animación estadounidense que se estrenó el 6 de septiembre de 1993 al 3 de diciembre de 1993, con un episodio especial estrenado el 7 de noviembre de 1996. Narra las aventuras de Sonic the Hedgehog, y su mejor amigo Miles "Tails" Prower, que tratan de detener al malvado Dr. Ivo Robotnik y su feroz equipo de robots de hacerse con el control del planeta Mobius.

## Producción

### Producción Original: 1993
Adventures of Sonic the Hedgehog fue creada por DiC Entertainment en 1993, que produjo un total de 65 episodios para la primera temporada  (1993), y fue distribuida por Bohbot Entertainment, ahora llamada BKN International.
El argumento apenas sigue la historia de los videojuegos de Sonic, aunque cuando los dibujos comenzaron, el juego de Sonic era bastante nuevo, y faltaba mucho argumento y personajes nuevos, que se rellenó por los escritores de la serie.

### Posproducción: 1996
En 1996, DiC creó un episodio más llamado Sonic Christmas Blast, que tiene algunas características similares a las de la segunda serie de Sonic, Sonic the Hedgehog, tales como la princesa Sally Acorn, en un cameo mudo. También Sonic y Tails visitan Robotrópolis, que está habitado por humanos y tiene un fuerte nombre con dos "T"s.

## Reparto
| Personaje                         | Actor de voz original                      | Actor de doblaje                                  | Actor de doblaje | Actor de doblaje          |
| --------------------------------- | ------------------------------------------ | ------------------------------------------------- | ---------------- | ------------------------- |
| Sonic the Hedgehog                | Jaleel White                               | Jorge Roig Jr.                                    | Hernán Tracchia  | Rafael Alonso Naranjo Jr. |
| Sonic the Hedgehog                | Jaleel White                               | Sergio Gutiérrez Coto (Sonic Christmas Blast)     | Hernán Tracchia  | Rafael Alonso Naranjo Jr. |
| Miles "Tails" Prower/Vivi Colitas | Christopher Welch                          | Maru Guzmán                                       | Wanda Liedert    | Chelo Vivares             |
| Miles "Tails" Prower/Vivi Colitas | Christopher Turner (Sonic Christmas Blast) | Maru Guzmán                                       | Wanda Liedert    | Chelo Vivares             |
| Dr. Ivo Robotnik/Dr. Mostachón    | Long John Baldry                           | Maynardo Zavala                                   | Adrián Wowczuk   | Carlos Revilla            |
| Scratch/Gallotronic               | Phil Hayes                                 | José Carlos Moreno                                | Matías Gallego   | Luis Reina                |
| Scratch/Gallotronic               | Phil Hayes                                 | Ismael Castro (Episodios 15-16, 25 y 34)          | Matías Gallego   | Luis Reina                |
| Grounder/Chatarrón                | Garry Chalk                                | Juan Alfonso Carralero                            | Oscar Merlach    | Juan Perucho              |
| Grounder/Chatarrón                | Garry Chalk                                | Miguel Ángel Ghigliazza (Episodios 7-10, 12 y 19) | Oscar Merlach    | Juan Perucho              |

## Emisión de otros canales
- XHGC-TV
- etc TV, la red, UCV Televisión, Mega, Chilevisión y Metrokids
- Canal A, Cenpro TV, RCN Televisión, Caracol Televisión, Tacho Pistacho
- TNP,  Panamericana Televisión
- Canal 2 Andalucía, Telecinco
- Color Visión, Tele Antillas
- Televen, RCTV, Venevisión
- Monte Carlo TV
- RPC TV Canal 4, FETV Canal 5
- Univisión, Telemundo
- Teletica
- Guatevisión
- Cablin, Telefe, Magic Kids, TV pública, The Big Channel
- SNT, Paravisión
- Canal 12, TCS Canal 6, TCS Canal 2, Telecorporación Salvadoreña
- USA Network, Toon Disney, This TV
- Canal Cinco el líder

## Características
Pierre De Celles, un animador que trabajó en Adventures of Sonic the Hedgehog, describió el programa como "divertido y gracioso".
Los protagonistas principales son Sonic the Hedgehog y Miles "Tails" Prower, mientras que los antagonistas principales son el Doctor Robotnik y sus dos robots, Scratch y Grounder (con un tercer robot, Coconuts, que aparece en ocasiones).
Durante la serie aparecen muchos personajes menores esporádicos y robots, pero también otros que pasan a ser personajes recurrentes y empleados en varios episodios, incluyendo a la dominante y tiránica madre de Robotnik y al vendedor Wes Wesley, que vende objetos defectuosos a cualquiera que tenga dinero.
Al final de cada episodio, aparece una sección en forma de segmentos breves llamada "Sonic Says" ("Sonic Dice" en español), en los que Sonic da consejos a los espectadores sobre muy variados temas y ámbitos, como la importancia de asistir a la escuela, no salir de casa sin avisar, el no fumar, no abusar del alcohol, armas y juegos peligrosos, etc.

## Sonic the Hedgehog
De Celles dijo en una entrevista que el equipo de Adventures of Sonic the Hedgehog no tiene en ningún sentido rivalidad con la serie de TV Sonic the Hedgehog (1993 - 94, -95 en U.S.A), a la que describe como "seria y fuerte" De Celles dijo que las aproximaciones a los dibujos son diferentes y que el personal está muy ocupado como para prestar atención a las otras series.

## Recepción
Esta serie se encontró con críticas mixtas. Michael Rubino de DVD Verdict criticó el programa por ser anticuado, forzado e hinchado con chistes de chili dogs.